# سیارک ۶۹۹۷۷
سیارک ۶۹۹۷۷ (به انگلیسی: 69977 Saurodonati، نامگذاری:1998WL9) شصت و نه هزار و نهصد و هفتاد و هفتمین سیارک کشف شده‌است که در ۲۸ نوامبر ۱۹۹۸ کشف شد.